# Majšperk
Majšperk là một khu tự quản (tiếng Slovenia: občine, số ít – občina) trong vùng Podravska của Slovenia. Majšperk có diện tích 72.8 km2, dân số là theo điều tra ngày 31 tháng 3 năm 2002 là 4005 người. Thủ phủ khu tự quản Majšperk đóng tại Majšperk.